# Wielbark (gromada)
Wielbark – dawna gromada, czyli najmniejsza jednostka podziału terytorialnego Polskiej Rzeczypospolitej Ludowej w latach 1954–1972.
Gromady, z gromadzkimi radami narodowymi (GRN) jako organami władzy najniższego stopnia na wsi, funkcjonowały od reformy reorganizującej administrację wiejską przeprowadzonej jesienią 1954 do momentu ich zniesienia z dniem 1 stycznia 1973, tym samym wypierając organizację gminną w latach 1954–1972.
Gromadę Wielbark z siedzibą GRN w Wielbarku (wówczas wsi) utworzono – jako jedną z 8759 gromad na obszarze Polski – w powiecie szczycieńskim w woj. olsztyńskim na mocy uchwały nr 27 WRN w Olsztynie z dnia 4 października 1954. W skład jednostki weszły obszary dotychczasowych gromad Wielbark i Borki Wielbarskie, ponadto miejscowość Sędrowo z dotychczasowej gromady Sędrowo oraz miejscowość Stachy z dotychczasowej gromady Nowojowiec ze zniesionej gminy Wielbark w tymże powiecie. Dla gromady ustalono 23 członków gromadzkiej rady narodowej.
1 stycznia 1958 do gromady Wielbark włączono obszar zniesionej gromady Przeździęk Wielki, wsie Zapadki, Łatana Mała, Łatana Wielka, Cegielnia, Olędry, Ostrowy i Kipary ze zniesionej gromady Lesiny Wielkie, a także wsie Jankowo, Wesołowo, Wesołówko, Róklas, Głuch, Kiliszki, Kucbork i Papiernia oraz leśniczówkę Ostowo ze zniesionej gromady Wesołowo – w tymże powiecie.
1 stycznia 1960 do gromady Wielbark włączono wsie Ciemna Dąbrowa, Zabiele, Jesionowiec, Kołodziejowy Grąd, Maliniak i Nowojowiec oraz leśniczówkę Nowe Dłutówko ze zniesionej gromady Zabiele w tymże powiecie.
31 grudnia 1961 z gromady Wielbark wyłączono wsie Ciemna Dąbrowa, Jesionowiec, Zabiele, Maliniak i Nowojowiec, włączając je do gromady Szymany w tymże powiecie; do gromady Wielbark włączono natomiast obszar zniesionej gromady Opaleniec w tymże powiecie.
Gromada przetrwała do końca 1972 roku, czyli do kolejnej reformy gminnej. Z dniem 1 stycznia 1973 miejscowości Mącice i Opaleniec włączono do powiatu przasnyskiego w woj. warszawskim. 1 stycznia 1973 w powiecie szczycieńskim reaktywowano gminę Wielbark.